# Osvaldo Brandão
Osvaldo Brandão (Taquara, 18 de setembro de 1916 — São Paulo, 29 de julho de 1989) foi um futebolista e treinador de futebol brasileiro. 

## Biografia
Virou ídolo dos dois maiores rivais paulistas, Corinthians e Palmeiras, sendo o treinador que por mais jogos atuou em ambos (441 jogos no Corinthians e 585 jogos no Palmeiras) Hoje em dia ele já é considerado um dos maiores treinadores de futebol do Brasil em todos os tempos. Foi técnico do Palmeiras nos anos de 1945; 1947 e 1948; 1958 a 1960; 1971 a 1975; e 1980. Conhecido por seu estilo austero e exigente, profissional ao extremo, escreveu sua história na galeria dos mitos do futebol brasileiro.
Não era necessariamente um estrategista, mas sabia motivar os jogadores e extrair deles qualidades fundamentais. Com isso ganhou grandes títulos, como o bicampeonato brasileiro com o Palmeiras em 1972 e 1973 (foi o principal técnico da chamada "Segunda Academia" do Alviverde, comandando o time de Ademir da Guia, Leivinha, Dudu & cia.) e o histórico Campeonato Paulista de 1977 com o Corinthians, encerrando um jejum de 22 anos sem títulos estaduais do alvinegro do Parque São Jorge, iniciado depois do título do Campeonato Paulista de 1954, também ganho por ele.
Na década de 1960, comandou a Seleção Paulista, conquistando alguns títulos.
Também fez sucesso no São Paulo, onde ganhou o título paulista de 1971, sendo com isso o único técnico a ganhar o campeonato estadual por todos os integrantes do chamado "trio de ferro paulistano".
Comandou a Seleção Brasileira pela primeira vez em 1955, sendo o primeiro técnico do Brasil oriundo de fora do eixo Rio–São Paulo, continuando no cargo até o conturbado Campeonato Sul-Americano de Futebol de 1957. Levou como novidade o então quase desconhecido Garrincha e reconvocou o já veterano Zizinho, marcado pela derrota de 1950. Dirigiu também a equipe nas Eliminatórias da Copa do Mundo FIFA de 1958. Mas foi substituído por Vicente Feola: "Dei uma entrevista criticando os dirigentes e acabei fora da seleção", disse Brandão.
Em meados dos anos 1970, teve uma nova passagem pela Seleção Brasileira. Conquistou a Taça do Atlântico 1976 e o Torneio Bicentenário dos Estados Unidos. Mas estranhamente renunciou ao cargo em 27 de fevereiro de 1977, e, no mesmo dia, foi anunciado a contratação de Cláudio Coutinho. Brandão declarou: "Não, não foi um simples resultado de 0 a 0 (resultado do último jogo da Seleção sob o comando de Brandão, uma semana antes, contra a Colômbia, válido pelas Eliminatórias da Copa de 1978) que me fez renunciar. Afinal, fora de casa ganhamos um ponto e não perdemos. Renunciei para deixar tudo calmo na CBD. Estou com a consciência tranquila. Deixo o cargo sem problemas com ninguém. Nem com a imprensa carioca, como andam dizendo por aí. Não queria criar problema com ninguém. Nem ao almirante (numa provável alusão às recentes críticas do ministro Ney Braga, da Educação e Cultura). As minhas paradas ficam comigo mesmo... Mas acho que também não é este o momento oportuno de falar." Perguntado sobre Cláudio Coutinho na seleção, Brandão disse: "Não vou julgar ninguém. O que for para lá vai ter que trabalhar, e, pelo menos de minha parte, contará com todo o apoio".
Teve um passagem pelo Peñarol, do Uruguai, entre 1969 e 1970, quando ficou marcado por um caso de doping que ficou mal explicado e Brandão disse que foi arquitetado para derrubá-lo.
Brandão fazia o estilo "paizão" com seus comandados, gostando de controlar e aconselhar em alguns aspectos de suas vidas particulares. Diz a lenda que já chegou a bater de cinta em alguns jogadores que não obedeciam a suas regras. No Palmeiras teve atritos com o rebelde César Maluco, que em contrapartida contava que Brandão gostava em demasia de um whisky. Em uma de suas últimas atividades, foi comentarista da TV Record, fazendo parte da equipe composta por Silvio Luiz e Flávio Prado.
Morreu em São Paulo, em 1989, três anos depois de encerrar a carreira em seu apartamento em São Paulo, de um câncer linfático.

## Jogador
S.C. Internacional, de Porto Alegre (1937-1942)

## Taça Osvaldo Brandão
Foi criada em 2009, pelas diretorias de Palmeiras e Corinthians, de posse transitória sendo entregue ao vencedor de cada confronto, ficando o clube vitorioso até o próximo jogo entre as equipes paulistanas. Na hipótese de empate, a equipe mandante do confronto levaria a taça.
O clube que mais vencesse num período de 5 partidas, ou conquistasse o caneco três vezes consecutivas, ficaria em definitivo com a Taça.
Todas as edições ocorreram no Estádio Municipal Eduardo José Farah, o Prudentão.
A primeira partida foi em 8 de Março de 2009. O jogo terminou empatado em 1 a 1 e, por ser o mandante do jogo, o Palmeiras sagrou-se Campeão. Gols de Diego Souza pelo Palmeiras, e marcando pela primeira vez com a camisa alvinegra, Ronaldo.
Segundo confronto: 26 de Julho do mesmo ano, agora pelo primeiro turno do Campeonato Brasileiro. O Palmeiras venceu o Corinthians por 3 a 0, com três gols de Obina, sagrando-se bicampeão da Taça Oswaldo Brandão.
Se vencesse ou empatasse a próxima partida, ficaria em definitivo com o caneco.
No returno, Palmeiras e Corinthians novamente se enfrentaram. Sob um calor infernal, o Palmeiras novamente empata com o Corinthians; Placar: 2x2 (Gols de Ronaldo - um deles cobrando pênalti - pelo Corinthians, e pró Palmeiras, os zagueiros Danilo e Maurício. Novamente o mando de campo era alviverde, portanto, o time do Palestra Itália ficava mais uma vez com o Troféu.
Por conquistar a Taça Oswaldo Brandão três vezes consecutivas, ainda em 2009, o Palmeiras obteve o objeto de maneira definitiva.

## Títulos

### Como jogador
Internacional
- Campeonato Gaúcho: 1940, 1941, 1942
- Campeonato Citadino de Porto Alegre: 1936, 1940, 1941, 1942
- Torneio Início de Porto Alegre: 1937, 1938, 1940, 1941, 1942

Palmeiras
- Taça dos Campeões Estaduais Rio-São Paulo: 1942
- Campeonato Paulista: 1942, 1944
- Torneio Início Paulista: 1942

### Como treinador
Palmeiras
- Campeonato Brasileiro: 1960, 1972, 1973
- Taça dos Campeões Estaduais Rio-São Paulo: 1947
- Campeonato Paulista: 1947, 1959, 1972, 1974
- Taça Cidade de São Paulo: 1945, 1946
- Taça dos Invictos: 1972, 1973
- Torneio Início Paulista: 1946
- Torneio Laudo Natel: 1972
- Troféu Ramón de Carranza: 1974, 1975

Santos
- Taça Cidade de Santos: 1948
- Taça Cidade de São Paulo: 1949
- Taça das Taças: 1948

Portuguesa
- Fita Azul: 1951, 1953
- Torneio Rio-São Paulo: 1952
- Taça San Izidro: 1951
- Torneio de Belo Horizonte: 1951
- Torneio Quadrangular de Bogotá: 1953
- Torneio Quadrangular de Salvador: 1951-I

Corinthians
- Torneio Rio-São Paulo: 1954, 1966
- Campeonato Paulista: 1954, 1977
- Copa Cidade de Turim: 1966
- Taça Charles Miller: 1954
- Taça Cidade de São Paulo: 1978
- Taça dos Invictos: 1956, 1957
- Torneio Início Paulista: 1955
- Torneio Internacional Charles Miller: 1955
- Torneio Pentagonal do Recife: 1965
- Triangular Otávio Lage: 1967
- Troféu Internacional Feira de Hidalgo: 1981

Seleção Brasileira
- Campeonato Pan-Americano: 1956
- Copa Rio Branco: 1976
- Mundialito de Cáli: 1977
- Superclássico das Américas: 1957, 1976
- Taça Bernardo O'Higgins: 1955
- Taça do Atlântico: 1956, 1976
- Taça Oswaldo Cruz: 1955, 1956, 1976
- Torneio Bicentenário dos Estados Unidos: 1976

Independiente
- Campeonato Argentino: 1967

São Paulo
- Campeonato Paulista: 1971[5]
- Taça Piratininga: 1971

Cruzeiro
- Campeonato Mineiro: 1984
- Taça Minas Gerais: 1984